# Jaime Zapata
Jaime Sebastián Zapata Rodríguez (Talcahuano, 20 de junio de 1959) es un exutbolista y entrenador chileno. Jugaba como Arquero.

## Trayectoria

### Como jugador
Nacido en Talcahuano, inició su carrera como futbolista en el Club Orompello de Valparaíso como juvenil.En 1977, participó en el Campeonato Nacional Juvenil de Fútbol Amateur en la Oficina salitrera Pedro de Valdivia representando al equipo de la ciudad de Valparaíso, teniendo como compañeros a Juan Carlos Letelier, quien luego fue futbolista profesional y defendió la camiseta de la Selección chilena, y Mauricio Hernández, quien después fue comandante de la organización político-militar Frente Patriótico Manuel Rodríguez,para después unirse a las divisiones inferiores de Everton.
Conocido por defender las camisetas de Everton y Santiago Wanderers,rivales clásicos, tanto en Primera División como en Primera B, tuvo una extensa carrera profesional en el fútbol de su país. En Primera División defendió los colores de Audax Italiano y Deportes La Serena.Mientras que en Primera B, defendió el arco de Cobreandino,Deportes Antofagasta,y Unión La Calera,en donde se retiró del fútbol profesional luego del descenso a la Tercera División a fines de 1995.
Con Everton, obtuvo la Copa Polla Gol 1984, siendo dirigido por Fernando Riera.

### Como entrenador
Como entrenador de equipos masculinos, dirigió a San Luis,Everton y Lota Schwager.Además fue ayudante técnico de Luis Santibáñez en el Al-Arabi SC de Catar el año 2000.
Mientras que en equipos femeninos, es considerado como el motor de la rama femenina de Santiago Wanderers desde 2008, trabajando más de 10 años en el fútbol juvenil y primer equipo caturro.En agosto de 2019 asumió como entrenador de Colo Colo femenino.
Además, dirigió a la selección femenina de la Región de Valparaíso en los Juegos Binacionales 2009.

## Clubes

### Como jugador
| Club                          | País  | Año       |
| ----------------------------- | ----- | --------- |
| Everton                       | Chile | 1979-1985 |
| → Coquimbo Unido (cedido)     | Chile | 1981      |
| → Santiago Wanderers (cedido) | Chile | 1981      |
| Audax Italiano                | Chile | 1986      |
| Cobreandino                   | Chile | 1987      |
| Deportes La Serena            | Chile | 1988-1989 |
| Deportes Antofagasta          | Chile | 1990      |
| Santiago Wanderers            | Chile | 1991-1992 |
| Everton                       | Chile | 1992      |
| Santiago Wanderers            | Chile | 1993      |
| Unión La Calera               | Chile | 1995      |

### Como entrenador
| Club                          | País  | Año       |
| ----------------------------- | ----- | --------- |
| San Luis                      | Chile | 1999      |
| Everton                       | Chile | 2001      |
| Lota Schwager                 | Chile | 2004      |
| Santiago Wanderers (femenino) | Chile | 2008-2019 |
| Colo-Colo (femenino)          | Chile | 2019      |

## Palmarés

### Como jugador

#### Campeonatos nacionales
| Título                                        | Club                 | País  | Año  |
| --------------------------------------------- | -------------------- | ----- | ---- |
| Copa Chile                                    | Everton              | Chile | 1984 |
| Campeonato de Apertura de la Segunda División | Deportes Antofagasta | Chile | 1990 |